# Лоредана
Лоредана Зефи Алиу (алб. Loredana Zefi Aliu; род. 1 сентября 1995), более известная как Лоредана, — швейцарская хип-хоп-исполнительница косоварского происхождения.

## Биография и карьера

### 1995—2019
Лоредана родилась 1 сентября 1995 года в албанской католической семье в швейцарском городе Люцерн. В 2018 году она выпустила свой дебютный сингл «Sonnenbrille», который имел коммерческий успех во всей немецкоязычной Европе. Последующий сингл Лореданы «Bonnie & Clyde» с участием её тогдашнего мужа, рэпера Mozzik, достиг второго места в Швейцарии и третьего — в чартах Австрии и Германии. Обе композиции получили золотой сертификат Bundesverband Musikindustrie и Международной федерации производителей фонограмм. В том же году она выпустила свой третий сингл «Milliondollar$mile», который имел относительный успех.
В 2019 году Лоредана во второй раз записала совместную песню со своим мужем, получившую название «Romeo & Juliet» и достигнувшую второго места в чартах Германии.. Два её последующих сингла «Labyrinth» и «Jetzt rufst du an» вошли в чарты Австрии и Германии. В том же году Лоредана выпустила свой седьмой сингл «Eiskalt» (в третий раз с участием Mozzik), который получил золотой сертификат в Германии и Австрии. Месяц спустя вышел её дебютный студийный альбом «King Lori», в котором были представлены коммерчески успешные синглы «Genick», «Mit dir» и достигнувший первого места «Kein Plan». В ноябре 2019 года она победила в номинации «Лучший швейцарский артист» MTV Europe Music Awards. Лоредана стала второй самой популярной личностью в запросах в поиске Google в Швейцарии за 2019 год.

### 2020-настоящее время
В январе 2020 года состоялся релиз сингла «Kein Wort» немецкой хип-хоп-исполнительницей Juju, записанного совместно с Лореданой и достигшего вершины в немецких чартах. В марте 2020 года она отправилась в тур King Lori, которое позже был отменён из-за пандемии COVID-19. В том же месяце она выпустила свой следующий сингл «Angst» с участием английского продюсера Rymez, также достигшего первого места в немецких хит-парадах, и «Du bist mein» с немецким рэпером Zuna.

## Личная жизнь
Лоредана состояла в отношениях и вышла замуж за косоварского рэпера Mozzik в 2018 году. 18 декабря 2018 года в швейцарском городе Люцерн она родила дочь Хану. Пара рассталась в октябре 2019 года.

## Дискография

### Альбомы
| Название  | Подробности | Высшая позиция в чартах | Высшая позиция в чартах | Высшая позиция в чартах |
| Название  | Подробности | GER                     | AUT                     | SWI                     |
| --------- | --- | ----------------------- | ----------------------- | ----------------------- |
| King Lori | - Выпущен: 13 сентября 2019 - Лейбл: Loredana, Groove Attack - Форматы: CD, цифровое скачивание, потоковое мультимедиа | 3                       | 2                       | 2                       |
| Medusa    | - Выпущен: 11 декабря 2020 - Лейбл: Loredana, Groove Attack - Форматы: CD, цифровое скачивание, потоковое мультимедиа  | 15                      | 17                      | 19                      |

### Синглы

#### В качестве ведущего артиста
| Название                         | Год  | Высшая позиция в чартах | Высшая позиция в чартах | Высшая позиция в чартах | Высшая позиция в чартах | Сертификации                        | Альбом              |
| Название                         | Год  | GER                     | ALB                     | AUT                     | SWI                     | Сертификации                        | Альбом              |
| -------------------------------- | ---- | ----------------------- | ----------------------- | ----------------------- | ----------------------- | ----------------------------------- | ------------------- |
| «Sonnenbrille»                   | 2018 | 12                      | 10                      | 8                       | 13                      | - IFPI AUT: Золотой                 | внеальбомный сингл  |
| «Bonnie & Clyde» (с Mozzik)      | 2018 | 3                       | —                       | 3                       | 2                       | - BVMI: Золотой - IFPI AUT: Золотой | внеальбомный сингл  |
| «Milliondollar$mile»             | 2018 | 11                      | —                       | 19                      | 30                      | нет                                 | внеальбомный сингл  |
| «Romeo & Juliet» (с Mozzik)      | 2019 | 2                       | 3                       | 4                       | 4                       | нет                                 | внеальбомный сингл  |
| «Labyrinth»                      | 2019 | 10                      | 69                      | 10                      | 17                      | нет                                 | King Lori           |
| «Jetzt rufst du an»              | 2019 | 2                       | —                       | 3                       | 4                       | нет                                 | King Lori           |
| «Eiskalt» (при участии Mozzik)   | 2019 | 2                       | 37                      | 2                       | 7                       | - BVMI: Золотой - IFPI AUT: Золотой | King Lori           |
| «Kein Plan» (при участии Mero)   | 2019 | 1                       | —                       | 2                       | 4                       | нет                                 | King Lori           |
| «Genick»                         | 2019 | 3                       | 58                      | 3                       | 3                       | нет                                 | King Lori           |
| «Mit dir»                        | 2019 | 9                       | —                       | 29                      | 20                      | нет                                 | внеальбомные синглы |
| «Kein Wort» (с Juju)             | 2020 | 1                       | —                       | 1                       | 3                       | - BVMI: Золотой                     | внеальбомные синглы |
| «Angst» (при участии Rymez)      | 2020 | 1                       | —                       | 1                       | 3                       | нет                                 | внеальбомные синглы |
| «Du bist mein» (с Zuna)          | 2020 | 1                       | —                       | 2                       | 3                       | нет                                 | внеальбомные синглы |
| «Nicht verdient» (с Капитал Бра) | 2020 | —                       | —                       | 8                       | —                       | нет                                 | внеальбомные синглы |

#### В качестве приглашённого исполнителя
| «Djadja (Remix)» (Aya Nakamura при участии Лореданы)                              | 2018 | 43 | — | — | - BVMI: Gold | внеальбомный сингл |
| «—» denotes a recording that did not chart or was not released in that territory. |      |    |   |   |              |                    |

## Туры
- King Lori Tour (2020)

## Награды
| Год  | Награда                 | Номинация      | Результат | Прим.         |
| ---- | ----------------------- | -------------- | --------- | ------------- |
| 2019 | MTV Europe Music Awards | Best Swiss Act | Победа    | [ 20 ] [ 40 ] |